# Tom Janssen
Tom Janssen (Breda, 1950) is een politiek tekenaar wiens prenten zowel in het landelijk dagblad Trouw verschijnen, als in regionale titels zoals het Brabants Dagblad, het Noordhollands Dagblad en het Limburgs Dagblad. Hij ondertekent zijn werken met Tom.
Via Cartoonists & Writers Syndicate staan er ook tekeningen van hem in bladen van over de grenzen, zoals de International Herald Tribune, Time, Le Monde en The New York Times.
Janssen studeerde in 1975 af aan de Rietveldacademie. Zijn prenten maakt hij met penseel en inkt. Schilderingen doet hij doorgaans met olieverf.
Janssen won de Inktspotprijs 2004 en 2008.
Op 1 oktober 2006 kreeg hij de BeNe-prijs voor zijn prent "Naar het paradijs".
In 2009 kreeg hij de tweede prijs van in de categorie "editorial cartoon" World Press Cartoon 2009 voor zijn cartoon van wolkenkrabbers in New York die verworden zijn tot dominostenen. In 2021 werd de European Cartoon Award aan hem toegekend.

## Boeken
Janssens tekeningen zijn in de volgende boeken te vinden:
- De waarde van Europa (2005)
- Hoezo oud?  (2004)
- Succesvol kopen en klagen (2004)
- Trouw almanak 2004 (2003)
- Trouw almanak 2003 (2002)
- Trouw almanak 2002 (2001)
- Trouw almanak 2001 (2000)
- Ontgroening en vergrijzing (1987)

- Gemeinsame Normdatei: 1162601256
- International Standard Name Identifier: 0000 0003 9614 1248
- Nederlandse Thesaurus van Auteursnamen: 069310513
- RKD-Nederlands Instituut voor Kunstgeschiedenis: 41908
- Virtual International Authority File: 320153184537027100003